# Lassa pur ch'el mond el disa
Lassa pur ch'el mond el disa (ma Milan l'è on gran Milan) è una canzone milanese scritta in musica da Giovanni D'Anzi e in parole da Alfredo Bracchi nel 1939.

## La canzone
Dopo il successo ottenuto da Oh mia bela Madunina nel 1934, Lassa pur ch'el mond el disa si presentò da subito come un vero e proprio inno all'orgoglio cittadino, una canzone che celebra l'essenza della "milanesità". Il ritornello dice appunto, riprendendo l'ultimo verso di Oh mia bela Madunina: «lascia pure che il mondo dica, ma Milano è una grande Milano».
La seconda strofa recita «si sa che a Milano è in progetto la metropolitana, ma ogni giorno questo progetto sempre di più si allontana!». Il riferimento è ai ritardi nella realizzazione del progetto, che, presentato nel 1913, era stato approvato solo vent'anni dopo nel 1933, cosicché all'epoca della canzone di D'Anzi e Bracchi erano già trascorsi parecchi anni. L'allora unica linea della metropolitana milanese fu finalmente inaugurata ed entrò in funzione solo nel 1964, 51 anni dopo il primo progetto.

## Versioni
La canzone è stata spesso personalizzata per applicarla anche ai paesi situati intorno a Milano o comunque in Lombardia, cambiando le strofe per raccontare le bellezze della località in questione e adattando le parole del ritornello in: «Lassa pur ch'el mond el disa, ma - nome della cittadina - l'è un bel paes». Una variante personalizzazione fuori dalla Lombardia è presente in Piemonte a Sant'Ambrogio di Torino, dove dagli anni 1940 la tradizione popolare ricorda su questa melodia il ritornello al quale aggiunge un testo in lingua piemontese, e dove il ritornello diventa: «Lassa pur che 'l mond a disa, Sant Ambreus l'è Sant Ambreus…».
Anche nel parmense, in particolare nel paesino di Sala Baganza, troviamo una personalizzazione in dialetto locale, dove si acclama la bellezza dei ragazzi salesi: «Lessa pur ch'al mond al diga, che i Sales ien bei ragas…». Vi sono altre similitudini con il testo originale sparse per il ritornello, ad esempio, anche nella versione salese c'è la presenza della nebbia ("fumera").